# Asplundia longistyla
Asplundia longistyla är en enhjärtbladig växtart som beskrevs av Gunnar Wilhelm Harling. Asplundia longistyla ingår i släktet Asplundia och familjen Cyclanthaceae. Inga underarter finns listade.